# ليون كايزر
ليون كايزر (بالألمانية: Leon Kaiser)‏ هو دراج ألماني، ولد في 2000.

## وصلات خارجية
- ليون كايزر على موقع أرشيف الدراجات (الإنجليزية)